# Amlabad
Amlabad é uma vila no distrito de Bokaro, no estado indiano de Jharkhand.

## Demografia
Segundo o censo de 2001, Amlabad tinha uma população de 4723 habitantes. Os indivíduos do sexo masculino constituem 55% da população e os do sexo feminino 45%. Amlabad tem uma taxa de literacia de 66%, superior à média nacional de 59,5%; com 64% para o sexo masculino e 36% para o sexo feminino. 13% da população está abaixo dos 6 anos de idade.